# Insee Chantarasatit Stadium
Das Insee Chantarasatit Stadium (Thai สนามอินทรีย์จันทรสถิตย์) ist ein Mehrzweckstadion im Bezirk Chatuchak in der thailändischen Hauptstadt Bangkok. Es wird hauptsächlich für Fußballspiele genutzt und war das Heimstadion vom Kasetsart Football Club. Das Stadion hat eine Kapazität von 4000 Personen. Eigentümer und Betreiber des Stadions ist die Kasetsart-Universität.

## Nutzer des Stadions
| Verein       | Zeitraum der Nutzung |
| ------------ | -------------------- |
| Kasetsart FC | 2009 bis 2011        |
| Kasetsart FC | 2013                 |
| Kasetsart FC | 2016                 |